# Guitté
Guitté település Franciaországban, Côtes-d’Armor megyében. Lakosainak száma 711 fő (2022. január 1.). Guitté Caulnes, La Chapelle-Blanche, Guenroc, Plouasne és Médréac községekkel határos.

## Népesség
A település népességének változása:
| Lakosok száma | 611  | 541  | 524  | 601  | 668  | 693  | 706  | 714  | 718  | 711  |
|               | 1968 | 1982 | 1990 | 2006 | 2013 | 2015 | 2017 | 2019 | 2020 | 2022 |